# Dave Tollefson

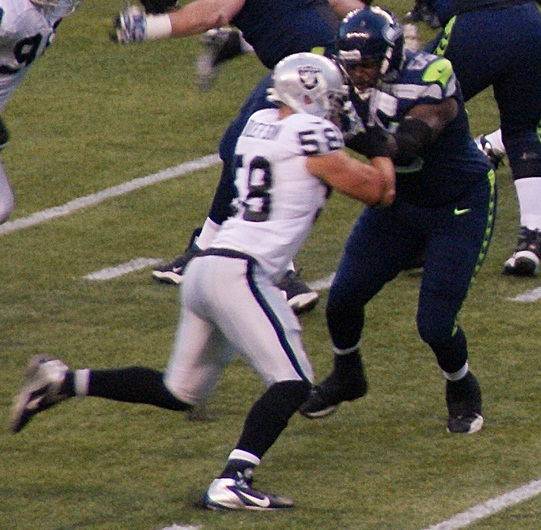
Dave Tollefson, 2012.

Dave Tollefson (19 de maio de 1982, Walnut Creek Oakland) é um jogador profissional de futebol americano estadunidense que foi campeão da temporada de 2007 e de 2011 da National Football League jogando pelo New York Giants.